# Suzaku (Tennō)
Suzaku (jap. 朱雀天皇, Suzaku-tennō; * 7. September 923 (traditionell: Enchō 1/7/24); † 6. September 952 (traditionell: Tenryaku 6/8/15)) war der 61. Tennō von Japan (930–946). Er war der dritte Sohn des Daigo-Tennō mit der Kaisergemahlin Yasuko, einer leiblichen Schwester Fujiwara no Tokihiras.
Fujiwara no Tadahira wurde im Jahre 930 vom abdankenden Daigo-Tennō, der bereits im Sterben lag, zum Regenten (sesshō) für den 7-jährigen Kronprinzen Hiroakira ernannt.
In seiner Regierungszeit gab es zwei größere Rebellionen. Dies waren der Aufstand des Taira no Masakado im Kantō und die Piraterie des Fujiwara no Sumitomo († Juli 941).
Suzaku dankte im April 946 zugunsten seines jüngeren Bruders Murakami ab.